# Drzewce (gmina Osiek Mały)
Drzewce – wieś w Polsce, położona w województwie wielkopolskim, w powiecie kolskim, w gminie Osiek Mały. 
W latach 1975–1998 miejscowość należała administracyjnie do województwa konińskiego.

## Położenie
Drzewce znajdują się 6 km na północny zachód od Koła przy drodze powiatowej nr 16303 do Sompolna. W odległości 3 km od wsi znajduje się przystanek kolejowy Nowe Budki. Drzewce są położone 6 km na północ od rzeki Warty, a od autostrady A2 dzieli miejscowość 15 km. Wieś otoczona jest malowniczymi lasami sosnowymi i dębowymi.

## Demografia
| Opis      | Ogółem | Ogółem | Kobiety | Kobiety | Mężczyźni | Mężczyźni |
| --------- | ------ | ------ | ------- | ------- | --------- | --------- |
| jednostka | osób   | %      | osób    | %       | osób      | %         |
| populacja | 218    | 100    | 106     | 48,6    | 112       | 51,4      |

## Historia

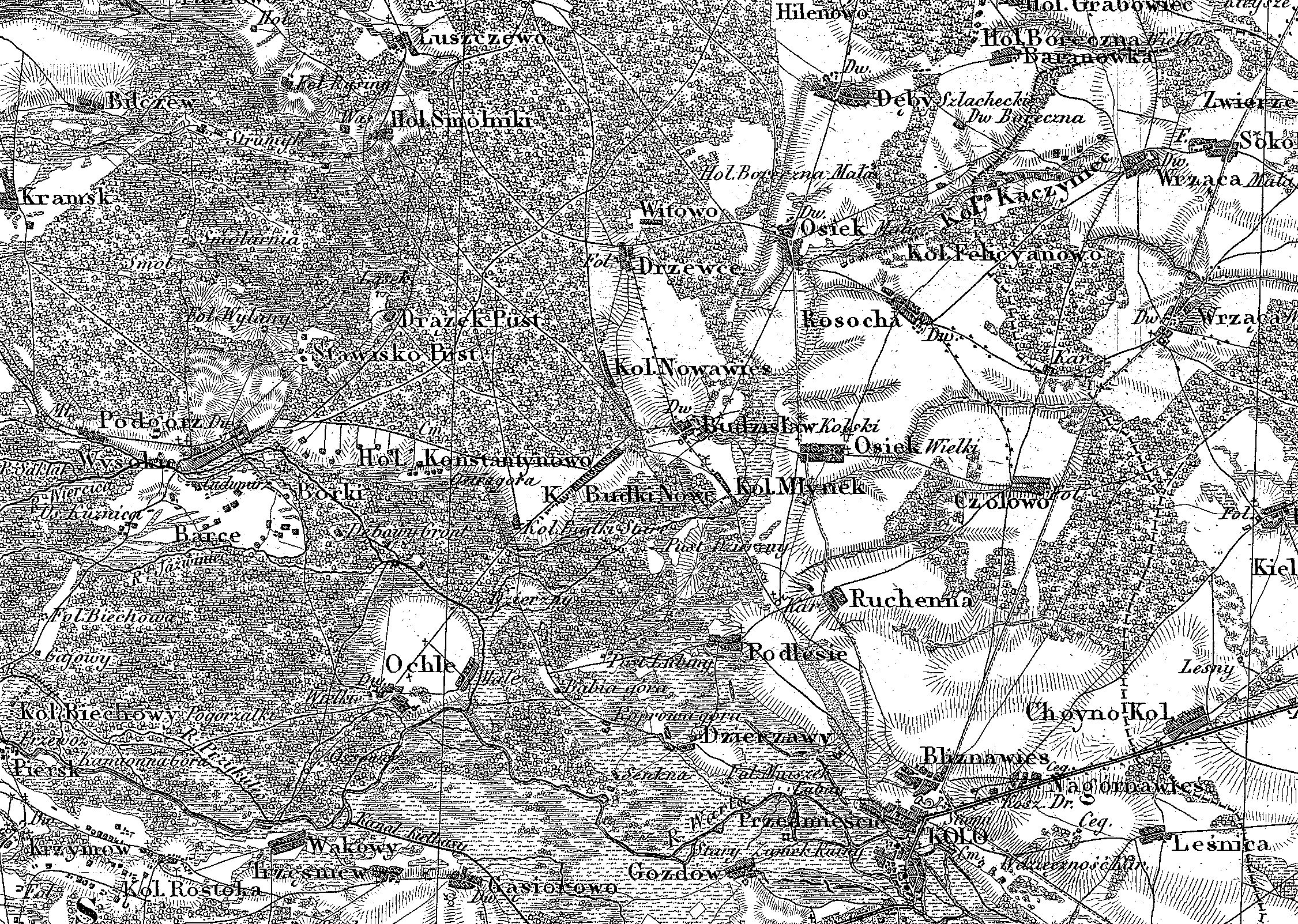
Drzewce na mapie z 1834 r.

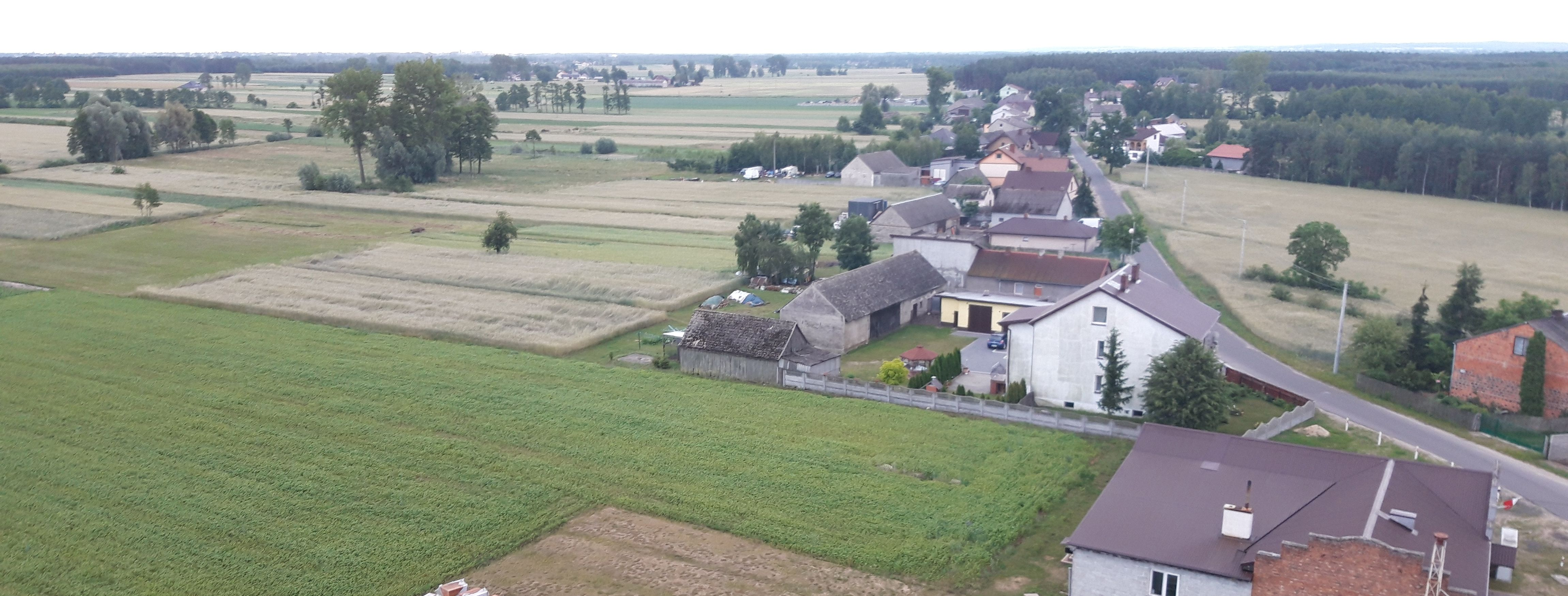
Drzewce „z lotu ptaka”

Pierwsze wzmianki o miejscowości możemy znaleźć w dokumentach z 1507 roku. Wtedy to wieś Drzewcza zostaje przyłączona do parafii w Dębach Szlacheckich, wcześniej podlegała parafii w Mąkolnie.
Drzewce w owym czasie były położone w innym miejscu niż obecnie (ok. 1,5 km na południowy wschód). Dzisiaj na tych terenach jest wieś Witowo. Starsi mieszkańcy wsi do dzisiaj używają nazwy Stary Drzywiec, określając tereny poprzedniej lokalizacji.
W 1597 roku Drzewce administracyjnie leżały w powiecie konińskim województwa kaliskiego. Dobra wiejskie należały do dwóch właścicieli: Stanisława Wysockiego (2 i pół łana) i do Jana Drogomińskiego (1 łan). W 1827 roku wieś określana jest jako folwark w gminie Stary Budzisław, liczący około 100 mieszkańców, zamieszkałych w 9 domach (4 murowanych). Powierzchnia folwarku Drzewce wynosiła 390 mórg. Metodą uprawy roli był płodozmian 8-polowy. 
W 1867 wieś znalazła się w nowo utworzonym powiecie kolskim.
Jednocześnie nowe domy i gospodarstwa zaczęły powstawać na terenach zajmowanych przez wieś obecnie.
Po drugiej wojnie światowej przez jakiś czas w dokumentach urzędowych była stosowana gwarowa nazwa wsi Drzewiec. 
Literatura:
- Pawiński A., Źródła dziejowe t. 12. Polska XVI w. pod względem geograficzno-statystycznym, Warszawa 1883,

- Sulimierski F., Słownik geograficznego Królestwa Polskiego i innych krajów słowiańskich, Warszawa 1886

## Gospodarka
Dziś to wieś o charakterze rolniczym. Jednak tylko nieliczni mieszkańcy utrzymują się wyłącznie z pracy na roli. Pozostali dojeżdżają do pracy w pobliskich miastach Koło i Konin. W pobliżu Drzewiec w latach 50. XX wieku w zostały odkryte złoża węgla brunatnego. Dokładne rozpoznanie złoża wykonano we wczesnych latach 90. XX wieku, a w 2006 roku zdjęto pierwsze pokłady węgla brunatnego w złożu położonym w pobliżu wsi Bilczew.
Jednak to od nazwy wsi nazwę wzięła najnowocześniejsza odkrywka Kopalni Węgla Brunatnego Konin „Drzewce”. W 2022 zakończono wydobycie węgla, a pozostałą odkrywkę planuje się zalać wodą doprowadzoną rurociągiem z Warty, co umożliwi rekreacyjne wykorzystanie zbiornika.

## Oświata Kultura Turystyka

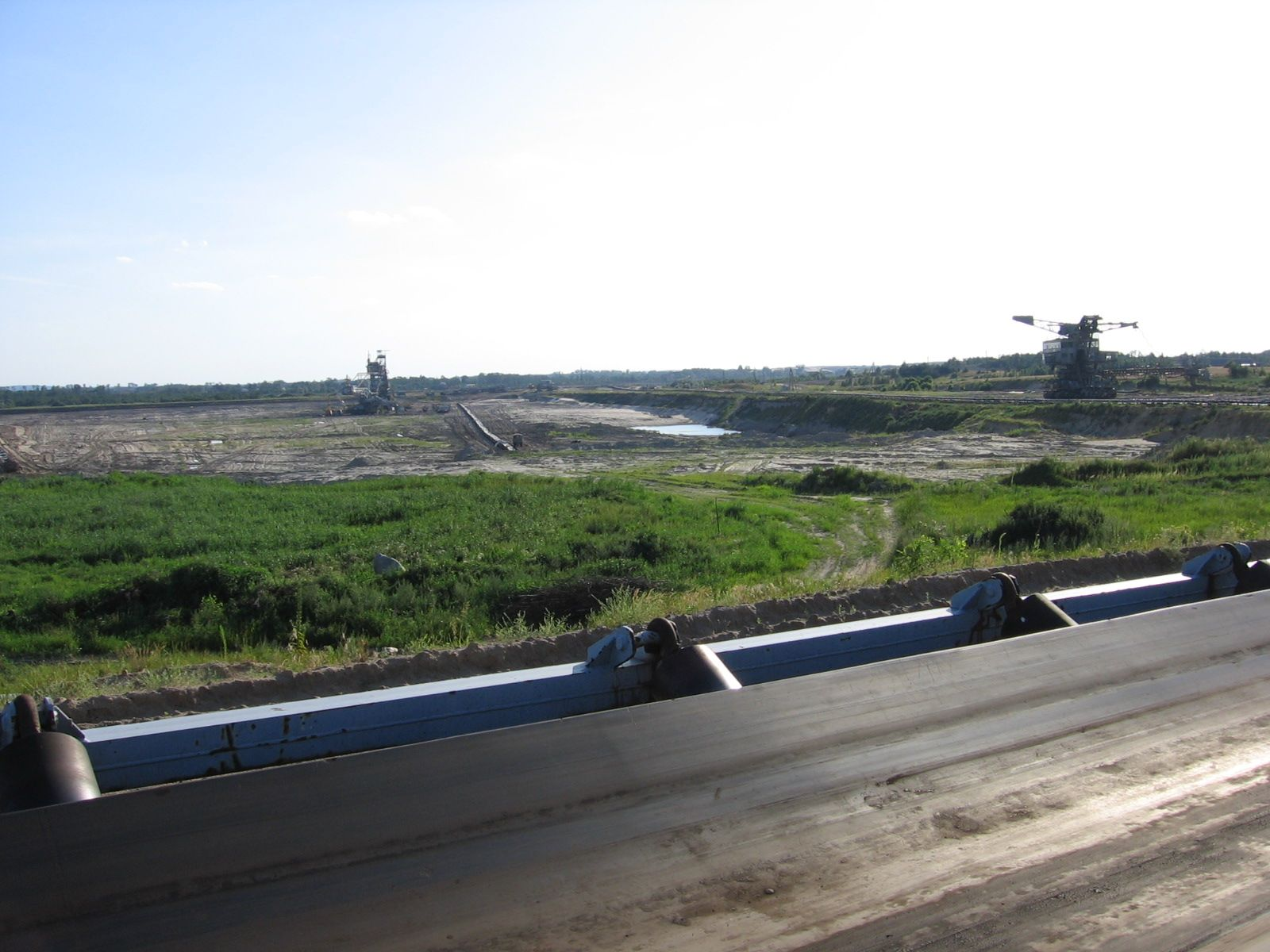
Odkrywka Drzewce 2009 r.

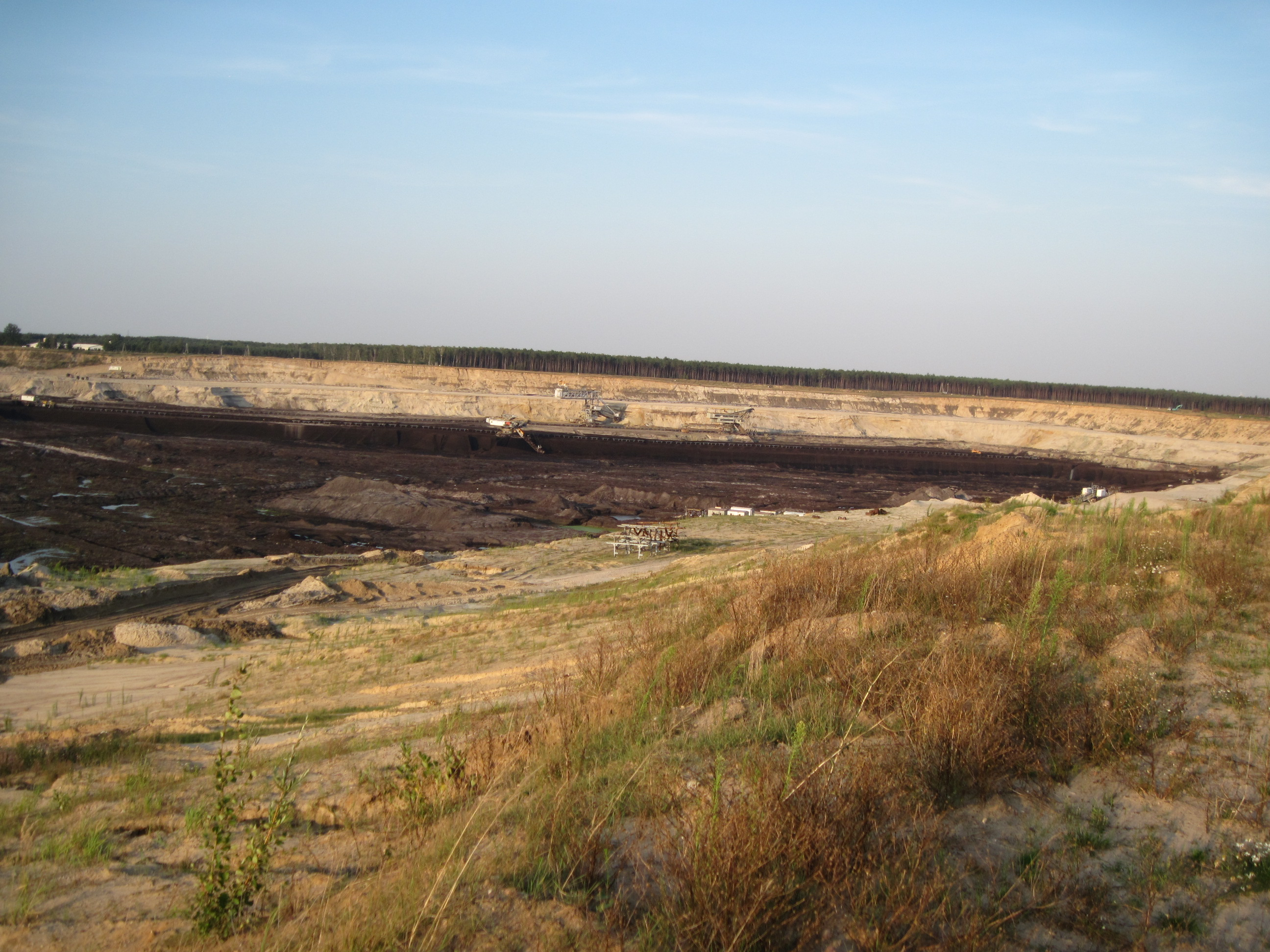
Odkrywka Drzewce 2018 r.

Jedyną placówką oświatową w Drzewcach jest wybudowana w latach 60. XX w. szkoła podstawowa.
We wsi znajduje się strażnica OSP Drzewce. Budynek jest okazjonalnie wykorzystywany do organizacji imprez masowych, a także uroczystości rodzinnych. 